# Konstruktionspraxis
Konstruktionspraxis (eigene Schreibweise: konstruktionspraxis) ist eine Fachzeitschrift für Entwickler und Konstrukteure im Maschinen-, Apparate- und Fahrzeugbau, in der Elektrotechnik sowie in weiteren metall- und kunststoffverarbeitenden Industriezweigen.

## Fachzeitschrift Konstruktionspraxis
Die Zeitschrift erscheint monatlich im Fachmedienhaus Vogel Communications Group. Zusätzlich werden jährlich sieben Sonderhefte zu den Themen nachhaltige Konstruktion, Fahrzeugkonstruktion, Antriebs- und Fluidtechnik, Best of Products, Tipps und Tricks publiziert.
konstruktionspraxis informiert über alle Phasen des Konstruktionsprozesses: vom Entwurf des Produktes über die Auswahl des passenden Werkstoffs und der ersten Prototypen bis hin zu der dazu notwendigen Soft- und Hardware. Die Auswahl der Komponenten und Systeme aus der Verbindungs-, Fluid- und Antriebstechnik, der Automatisierung sowie der Elektrotechnik gehören ebenso dazu.
Das Fachmedium berichtet über aktuelle Trends und Tendenzen. Das Informationsangebot beinhaltet darüber hinaus Hintergrundberichte, Grundlagenartikel sowie Interviews. Berichte über Neuentwicklungen sowie deren Einsatz und Best-Practice-Beispiele aus der Industrie schaffen zudem Markttransparenz.

## Bisherige Chefredakteure
- Helmut Grössl (1990–1993)
- Karl-Ullrich Höltkemeier (1993–2013)
- Stefan Willeke (2013–2014)
- Ute Drescher (seit 2014)

## Onlineangebot konstruktionspraxis.de
Die Website bietet konkrete Lösungen für die tägliche Arbeit. Dabei nutzt das Konstruktionspraxis-Team eine multimediale Darstellung der Fach- und Produktinformationen sowie den aktiven Leser-Dialog.

## Sonstiges
konstruktionspraxis war Reichweitensieger in der „Reichweitenanalyse Maschinenbau 2016“. Diese Studie ermittelte im Auftrag der VDMA Verlag GmbH die Reichweiten von 72 Fachzeitschriften bei den Entscheidungsträgern im deutschen Maschinenbau. (Quelle: VDMA Reichweitenanalyse Maschinenbau 2016)